# Deinocheiridae
Deinocheiridae je název čeledi teropodních dinosaurů, spadajících do kladu Ornithomimosauria. Tito menší až obří teropodi žili v období spodní až svrchní křídy (geologické věky apt až maastricht, asi před 115 až 69 miliony let) na území dnešní Severní Ameriky (Mexiko) a zejména východní Asie (Mongolsko a Čína).

## Historie

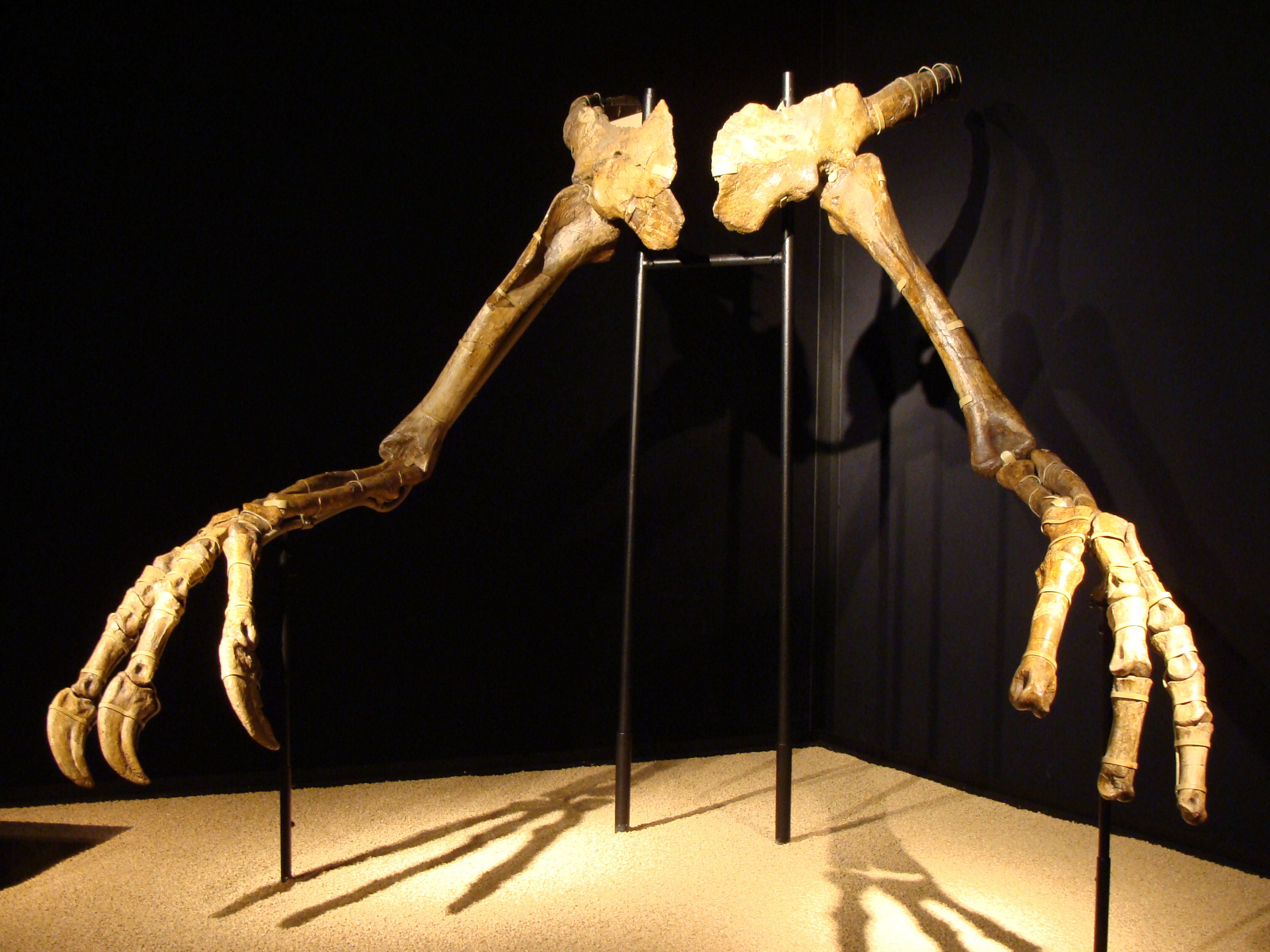
Rekonstrukce kostry předních končetin deinocheira.

Formálně tuto čeleď stanovily polské paleontoložky Halszka Osmólska a Ewa Roniewicz v roce 1970, spolu s popisem obřího mongolského druhu Deinocheirus mirificus. V následujících desetiletích tato čeleď byla i nebyla považována za vědecky platnou, teprve roku 2014 bylo plně prokázáno, že se jedná o validní taxon.
Podle závěrů studie z roku 2020 spadá do této čeledi v současnosti prokazatelně pět dosud popsaných dinosauřích rodů z východní Asie a Mexika, a to (v abecedním pořadí): Beishanlong, Deinocheirus, Garudimimus, Harpymimus a Paraxenisaurus.
V září roku 2023 byl popsán další druh deinocheirida z rané křídy Japonska - Tyrannomimus fukuiensis.

## Charakteristika

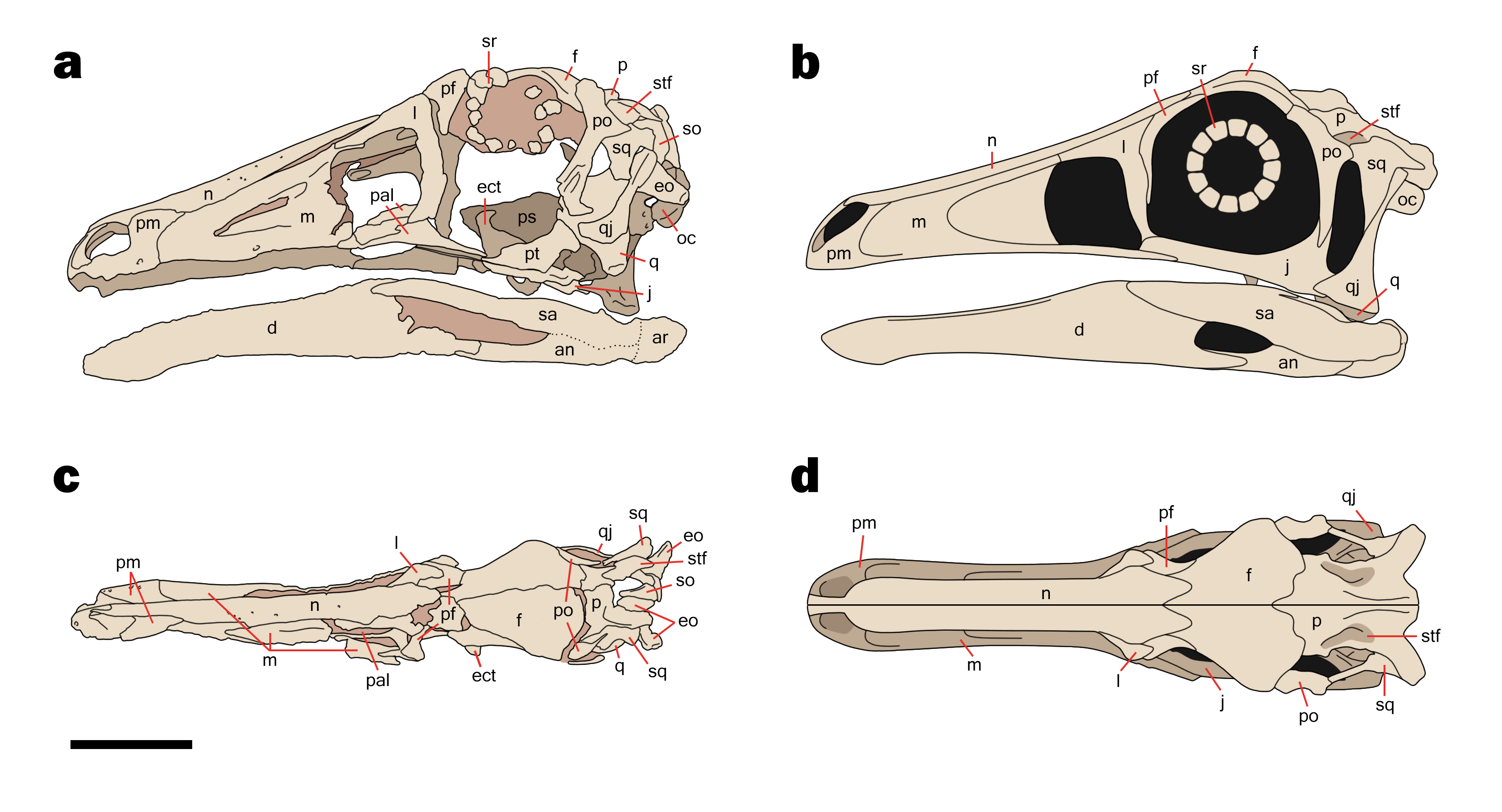
Lebka rodu Garudimimus, zástupce čeledi.

Fosilie zástupců této čeledi dokládají, že se jednalo o poněkud neobvykle stavěné ornitomimosaury, tendující většinou k výraznějším rozměrům. Zatímco čínský druh Beishanlong grandis dosahoval délky až 8 metrů a hmotnosti kolem 600 kg, obří mongolský Deinocheirus mirificus byl dlouhý kolem 11 metrů a vážil pravděpodobně kolem 7000 kg.